# Aidan Lynch
Aidan Lynch (Dublino, 29 agosto 1977) è un ex calciatore irlandese, di ruolo difensore.
È fratello di Damian Lynch

## Caratteristiche tecniche
Può giocare da difensore centrale, terzino destro o centrocampista difensivo.

## Carriera

### Club
Vanta una lunga esperienza nella Football League of Ireland, in particolare con l'University College Dublin.

### Nazionale
Nel 1997 ha preso parte al Campionato mondiale di calcio Under-20 giocando la finale per il terzo posto vinta 2-1 contro il Ghana.

## Palmarès

### Club

#### Competizioni nazionali
- League of Ireland First Division: 1

Dundalk: 2008

#### Competizioni regionali
- Leinster Senior Cup: 1

UCD: 1995-1996